# Jarut
Le mont Jarut (en serbe cyrillique : Јарут) est une montagne de Serbie située dans la chaîne du Zlatar et dans les Alpes dinariques. Son point culminant, le Markov vrh, s'élève à une altitude de 1 428 m.

## Géographie
Le mont Jarut est situé au sud-ouest de la Serbie centrale. Il s'étend au nord du plateau de Pešter et est entouré par les monts Ninaja au nord, Hum au sud-est et Giljeva à l'ouest. La montagne, située à l'écart des axes de communication majeurs, ne comporte aucun village important.